# Wohratal
Wohratal est une municipalité allemande située dans l'arrondissement de Marbourg-Biedenkopf et dans le land de la Hesse. Elle se trouve au sud-est de Frankenberg et au nord de Kirchhain.

## Personnalités liées à la ville
- Franz von Dingelstedt (1814-1881), poète né à Halsdorf.